# Apicia medusa
Apicia medusa là một loài bướm đêm trong họ Geometridae.